# Paraplectonema multitubiferum
Paraplectonema multitubiferum is een rondwormensoort uit de familie van de Leptolaimidae.